# Pothyne polyplicata
Pothyne polyplicata är en skalbaggsart som beskrevs av Hua och She 1987. Pothyne polyplicata ingår i släktet Pothyne och familjen långhorningar. Inga underarter finns listade i Catalogue of Life.